# STS-30
STS-30 — космический полёт MTKK «Атлантис» по программе «Спейс Шаттл» (29-й полёт программы, 4-й полёт для «Атлантиса»). Основной целью экспедиции STS-30 был вывод на орбиту спутника радиолокационного картографирования Венеры «Магеллан».

## Экипаж
- (НАСА): Дейвид Уокер (2)[3] — командир;
- (НАСА): Рональд Грейб (2) — пилот;
- (НАСА): Норман Тагард (3) — специалист полёта-1;
- (НАСА): Мэри Клив (2) — специалист полёта-2;
- (НАСА): Марк Ли (1) — специалист полёта-3.

## Параметры полёта
- Вес:
  - при старте — 118 441 кг;
  - при посадке — 87 296 кг;
- Грузоподъёмность — 20 833 кг;
- Наклонение орбиты — 28,8°;
- Период обращения — 91,8 мин;
- Перигей — 361 км;
- Апогей — 366 км.

## «Магеллан»
Основной целью миссии STS-30 был вывод на орбиту автоматической межпланетной станции (АМС) «Магеллан», в задачи которого входило радиолокационное картографирование Венеры. 5 мая в 01:04 АМС с разгонным блоком IUS была выведена из грузового отсека «Атлантиса». В 02:27, после того как отработали обе ступени разгонного блока, «Магеллан» отделился от шаттла и начал 15-месячное путешествие к Венере.
АМС прибыла к Венере 10 августа 1990 года и плодотворно работала на протяжении четырёх лет (контакт со станцией был потерян 12 октября 1994 года). Благодаря «Магеллану» были составлены подробнейшие радиолокационные карты поверхности Венеры.

## Эмблема
Эмблема STS-30 символизирует объединение пилотируемой и непилотируемой программ НАСА: Солнце и планеты Солнечной системы показаны с траекторией, соединяющей Землю и Венеру орбитой шаттла (также изображена венерианская орбита межпланетного зонда). Испанская каравелла «Тринидад», судно Фернана Магеллана, как официальный символ программы «Магеллан», напоминает о путешествиях XVI века и указывает на наследие приключений и открытий того времени.
Семь звёзд символизируют погибших астронавтов «Челленджер 51L». Гроздь из пяти звёзд в форме созвездия Кассиопеи указывают на пятерых членов экипажа STS-30, принимавших участие в разработке эмблемы.